# 특종 기사 (1931년 영화)
《특종 기사》(The Front Page)는 미국에서 제작된 루이스 마일스톤 감독의 1931년 코미디 영화이다. 아돌프 멘주 등이 주연으로 출연하였고 하워드 휴즈 등이 제작에 참여하였다.
제4회 아카데미상의 작품상, 감독상, 남우주연상 부문에서 지명을 받았다.

## 출연

### 주연
- 아돌프 멘주
- 팻 오브라이언

### 조연
- 메리 브라이언
- 에드워드 에버렛 홀튼
- 월터 캐틀렛
- 조지 E. 스톤
- 메이 클라크
- 슬림 서머빌
- 맷 무어
- 프랭크 맥휴
- 클로렌스 윌슨
- 프레드 하워드
- 필 티드
- 스펜서 차터스
- 모리스 블랙
- 도로시 울버트
- 리처드 알렉산더
- 제임스 돈랜
- 프란시스 포드
- 솔 고스
- 허먼 J. 맨키비츠
- 루이스 마일스톤
- 구스타프 본 세이퍼티츠

## 기타
- 원작자: 벤 헥트
- 원작자: 찰스 맥아더